# Kyoto Express
El Kyoto Express es un buque portacontenedores de la clase Colombo Express y operados por Hapag-Lloyd AG. Registrado desde Hamburgo, Alemania, el buque ha estado en operación desde 2005. El Kyoto Express es considerado uno de los portacontenedores más grandes del mundo.

## Especificaciones
Construido por Hyundai Heavy Industries en Ulsan, Corea del Sur, el Kyoto Express se completó en noviembre de 2005. El barco tiene nueve bodegas y tiene una capacidad de carga de 8749 TEU. El barco mide 335.07 metros de largo, 42.87 metros de ancho y un calado de 14.61 metros.
El barco cuenta con una planta de propulsión principal de un B & W 12K98ME que genera 93,323 hp. El motor principal impulsa un solo tornillo de paso fijo, capaz de propulsar el buque a una velocidad de 24.5 nudos.

## Accidente con una grúa
El 18 de enero de 2008, aproximadamente a las 4:35 p. m., una grúa se derrumbó sobre el Kyoto Express en Southampton Container Terminals. La parte del muelle fue evacuada y no se reportaron heridos.
Incluso después de cuatro semanas desde el incidente de la grúa, muchos barcos y embarcaciones tuvieron que reencaminar a otros puertos debido a las operaciones suspendidas del muelle para la reconstrucción y reparación. La partida del Kyoto Express se retrasó unos 10 días, mientras que los escombros y los contenedores dañados del colapso se retiraron del barco y del muelle.
Debido al incidente, Honda perdió la producción total en su fábrica de South Marston porque las piezas no pudieron ser entregadas y los 5,000 miembros del personal fueron enviados a casa. El Kyoto Express llevaba cajas de cambios y transmisiones para Swindon desde el Lejano Oriente que eventualmente fueron desviadas a Ámsterdam, que luego tuvieron que ser transportadas en tierra al Reino Unido.